# Regetovka
Regetovka (in ungherese Regettő, in tedesco Schönberg, in ruteno Regetivka) è un comune della Slovacchia facente parte del distretto di Bardejov, nella regione di Prešov.
Regetovka si è sviluppata come centro sciistico.

## Storia
Citato per la prima volta nel 1598 il villaggio appartenne fino al 1618 alla Signoria di Makovica. Secondo la leggenda venne fondato all'epoca da soldati ungheresi, tant'è che nel 1618 veniva ancora denominato Ungersky Regetow, cioè Regetovka Ungherese. Nel XIX secolo passò ai nobili Erdődy.